# Клепгем-хай-стріт (станція)
51°27′56″ пн. ш. 0°07′57″ зх. д. / 51.465463° пн. ш. 0.132422° зх. д.
Клепгем-хай-стріт (англ. Clapham High Street) — станція Південнолондонської лінії London Overground та National Rail, розташована у Клепгем, боро Ламбет, Великий Лондон за 3.7 км від станції Лондон-Вікторія. Станція розташована у 2-й тарифній зоні. Пасажирообіг на 2018 рік — 1.909 млн. осіб

## Історія
- 25 серпня 1862: відкриття станції у складі London, Chatham and Dover Railway, як Клепгем.
- травень 1863: станція перейменована на Клепгем-енд-Норт-Стоквелл
- 1937: перейменована на Клепгем
- 1989: перейменована на Клепгем-хай-стріт

## Пересадки
- Пересадки на автобуси London Buses маршрутів: 50, 88, 155, 322, 345, P5 та нічний маршрут N155.

## Послуги
| Попередня станція | Лінія | Лінія                                      | Лінія | Наступна станція |
| ----------------- | ----- | ------------------------------------------ | ----- | ---------------- |
| Денмарк-гілл      |       | London Overground Південнолондонська лінія |       | Вондзверт-роуд   |
| Бромлі-Саут       |       | National Rail Southeastern                 |       | Вондзверт-роуд   |